# Санкт Петербург Арена
Стадион „Газпром Арена“ (на руски: „Стадион Газпром Арена“), или „Санкт Петербург Арена“ („Санкт-Петербург Арена“ само за международни мачове), е футболен стадион в Санкт Петербург.
Вписан е в кандидатурата на Русия за Световното първенство по футбол през 2018 г. Изграден е на мястото на стадион „Киров“. На него играят домакинските си мачове футболистите на „Зенит“.
По време на строителството е с работно название Футболен стадион в западната част на Крестовски остров („Футбольный стадион в западной части Крестовского острова“). Познат е и с неофициални наименования като „Зенит“, „Зенит-Арена“, „Газпром-арена“, доколкото се предполагало, че петербургският футболен клуб „Зенит“ и неговият главен спонсор компанията „Газпром“ ще участват финансово в строителството на стадиона. В крайна сметка обаче „Газпром“ не участва и строителството на стадиона се финансира от градския бюджет.
Строежът на стадиона започва през 2007 г. Първоначално откриването е планирано за март 2009 г., но впоследствие няколко пъти е отлагано, а стойността на строежа се увеличава. Официално е открит през 2017 г. за турнира Купа на конфедерациите 2017.